# Artem Dudik
Artem Rostyslavovyč Dudik (in ucraino Артем Ростиславович Дудік?; 2 gennaio 1997) è un calciatore ucraino, attaccante svincolato.

## Caratteristiche tecniche
È un esterno destro.

## Carriera

### Club
Cresciuto nelle giovanili del Volyn', ha esordito il 2 marzo 2016 in un match di Coppa d'Ucraina pareggiato 1-1 contro lo Zorja.
Nel 2017 è stato acquistato dallo Šachtar.

### Nazionale
Ha giocato nella nazionale ucraina Under-21.

## Statistiche

### Presenze e reti nei club
Statistiche aggiornate al 7 novembre 2017.
| Stagione        | Squadra         | Campionato      | Campionato | Campionato | Coppe nazionali | Coppe nazionali | Coppe nazionali | Coppe continentali | Coppe continentali | Coppe continentali | Altre coppe | Altre coppe | Altre coppe | Totale | Totale | Totale |
| Stagione        | Squadra         | Comp            | Pres       | Reti       | Comp            | Pres            | Reti            | Comp               | Pres               | Reti               | Comp        | Pres        | Reti        | Pres   | Reti   |        |
| --------------- | --------------- | --------------- | ---------- | ---------- | --------------- | --------------- | --------------- | ------------------ | ------------------ | ------------------ | ----------- | ----------- | ----------- | ------ | ------ | ------ |
| 2015-2016       | Volyn'          | A               | 4          | 1          | CU              | 2               | 0               |                    | -                  | -                  |             | -           | -           | 6      | 1      |        |
| 2016-2017       | Volyn'          | A               | 24         | 3          | CU              | 2               | 0               |                    | -                  | -                  |             | -           | -           | 26     | 3      |        |
| 2017-2018       | Volyn'          | B               | 2          | 0          | CU              | 0               | 0               |                    | -                  | -                  |             | -           | -           | 2      | 0      |        |
| Totale carriera | Totale carriera | Totale carriera | 30         | 4          |                 | 4               | 0               |                    | -                  | -                  |             | -           | -           | 34     | 4      |        |